# Gardenia hageniana
Gardenia hageniana är en måreväxtart som beskrevs av Alexander Gilli. Gardenia hageniana ingår i släktet Gardenia och familjen måreväxter. Inga underarter finns listade i Catalogue of Life.